# Stockholms Östra
Stockholms Östra, Stockholm Ö, lokalt også Östra Station, er en jernbanestation i Sveriges hovedstad, Stockholm. Stationen blev indviet i 1884, dog er den nuværende stationsbygning fra 1932. Den er beliggende på Valhallavägen i den nordøstlige del af byen, tæt ved Kungliga Tekniska Högskolan.
Fra tunnelbanestationen Tekniska Högskolan, som ligger under Stockholms Östra, er der forbindelse til Roslagsbanan, der har sin endestation på Stockholms Östra. Stationen har 6 spor.
| Jernbane | Spire Denne jernbaneartikel er en spire som bør udbygges. Du er velkommen til at hjælpe Wikipedia ved at udvide den. |

59°20′45.75″N 18°4′16.75″Ø / 59.3460417°N 18.0713194°Ø